# 애슐리 무디
애슐리 브룩 무디(Ashley Brooke Moody, 1975년 3월 28일 ~ )는 미국의 정치인이다.

## 학력
- 플로리다 대학교 학사
- 플로리다 대학교 과학석사
- 플로리다 대학교 법무박사
- 스테츤 대학교 법학 석사

## 경력
- 2007.01 ~ 2017.04 플로리다 제13 사법 순회 법원 판사
- 2019.01 ~ 2025.01 제38대 플로리다주 법무장관
- 2025.01 ~ 미국 연방상원의원

## 역대 선거 결과
| 선거명      | 직책명            | 대수 | 정당   | 득표율 | 득표수      | 결과 | 당락                     |
| ----------- | ----------------- | ---- | ------ | ------ | ----------- | ---- | ------------------------ |
| 2018년 선거 | 플로리다 법무장관 | 38대 | 공화당 | 52.11% | 4,232,532표 | 1위  | 플로리다주 법무장관 당선 |
| 2022년 선거 | 플로리다 법무장관 | 38대 | 공화당 | 60.59% | 4,651,279표 | 1위  | 플로리다주 법무장관 당선 |